# Mosteiro de Santa Maria de Salzedas

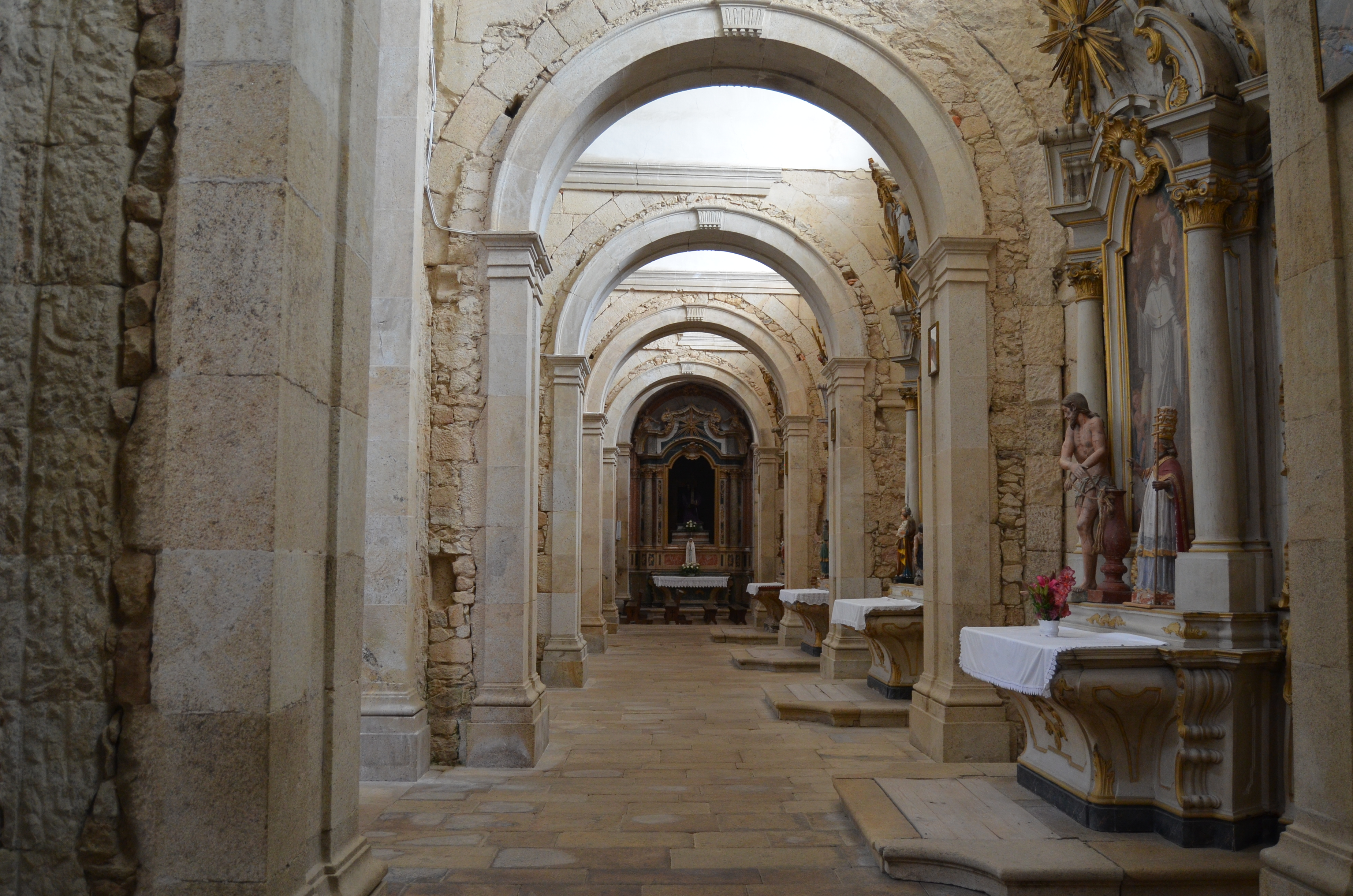
Mosteiro de Santa Maria de Salzedas

O Mosteiro de Santa Maria de Salzedas situa-se na freguesia de Salzedas, município de Tarouca, Portugal.
Pertencente à Ordem de Cister, data do século XII, tendo o terreno onde foi implantado sido doado por Teresa Afonso, filha do conde Afonso Nunes de Celanova e mulher de D. Egas Moniz, o Aio. Nos século XVII e XVIII o mosteiro foi ampliado destacando-se um novo claustro no século XVIII com traço do arquiteto maltês Carlos Gimach.
Foi classificado Monumento Nacional em 1997 e em 2002 o Estado Português iniciou o progressivo restauro dos edifícios e espólio.
A integração do Mosteiro em 2009 no Projeto Vale do Varosa possibilitou a abertura do espaço ao público em outubro de 2011. No espaço é ainda possível visitar o núcleo museológico e a exposição "Fragmentos. Expressões da Arte Religiosa do Mosteiro de Santa Maria de Salzedas”.